# Lembach im Mühlkreis
Lembach im Mühlkreis je městys v rakouské spolkové zemi Horní Rakousy, v okrese Rohrbach.

## Počet obyvatel
V roce 2011 zde žilo 1 548 obyvatel.